# Directors Guild of America Award
Directors Guild of America Award (DGA Award) è un premio assegnato annualmente dalla Directors Guild of America, sindacato che rappresenta i registi statunitensi. Oltre ad essere uno dei più prestigiosi premi per i registi, è considerato come il più attendibile anticipatore della vittoria al premio Oscar.

## Storia
Il primo DGA Award fu assegnato come "Honorary Life Member" nel 1938 a David W. Griffith, mentre il primo DGA Award per il "Notevole raggiungimento alla regia" fu assegnato nel 1949 a Joseph Mankiewicz per il film Lettera a tre mogli.
Negli anni molti registi furono insignito del premio, per citarne alcuni Elia Kazan per Fronte del porto, Mike Nichols per Il laureato, John Schlesinger per Un uomo da marciapiede, Steven Spielberg per Il colore viola, Schindler's List e Salvate il soldato Ryan, Francis Ford Coppola per Il padrino e Il padrino - Parte II, Ang Lee per La tigre e il dragone e I segreti di Brokeback Mountain, Ron Howard per Apollo 13 e A Beautiful Mind, Martin Scorsese per The Departed; Alfonso Cuarón per Gravity e Roma; Sam Mendes per American Beauty e 1917 e molti altri. Da segnalare che in 76 edizioni del premio (fino al 2024), solo in nove occasioni chi ha vinto il DGA non ha poi vinto il premio Oscar. Il regista messicano Alejandro González Iñárritu è l'unico ad averlo vinto per due anni di seguito, nel 2015 e 2016, mentre Steven Spielberg è il regista con il maggior numero di premi vinti: 3 (1986, 1994 e 1999). Nella storia del premio anche tre vittorie femminili: Kathryn Bigelow nel 2010 per The Hurt Locker, Chloé Zhao nel 2021 per Nomadland e Jane Campion nel 2022 per Il potere del cane.

## Vincitori

### Miglior regista cinematografico
- 1949 - Joseph Mankiewicz, Lettera a tre mogli (A Letter to Three Wives)
- 1950 - Robert Rossen, Tutti gli uomini del re (All the King's Men)
- 1951 - Joseph Mankiewicz, Eva contro Eva (All About Eve)
- 1952 - George Stevens, Un posto al sole (A Place in the Sun)
- 1953 - John Ford, Un uomo tranquillo (The Quiet Man)
- 1954 - Fred Zinnemann, Da qui all'eternità (From Here to Eternity)
- 1955 - Elia Kazan, Fronte del porto (On the Waterfront)
- 1956 - Delbert Mann, Marty, vita di un timido (Marty)
- 1957 - George Stevens, Il gigante (Giant)
- 1958 - David Lean, il ponte sul fiume Kwai (The Bridge on the River Kwai)
- 1959 - Vincente Minnelli, Gigi
- 1960 - William Wyler, Ben-Hur
- 1961 - Billy Wilder, L'appartamento (The Apartment)
- 1962 - Robert Wise, West Side Story
- 1963 - David Lean, Lawrence d'Arabia (Lawrence of Arabia)
- 1964 - Tony Richardson, Tom Jones
- 1965 - George Cukor, My Fair Lady
- 1966 - Robert Wise, Tutti insieme appassionatamente (The Sound of Music)
- 1967 - Fred Zinnemann, Un uomo per tutte le stagioni (A Man for All Seasons)
- 1968 - Mike Nichols, Il laureato (The Graduate)
- 1969 - Anthony Harvey, Il leone d'inverno (The Lion in Winter)
- 1970 - John Schlesinger, Un uomo da marciapiede (Midnight Cowboy)
- 1971 - Franklin Schaffner, Patton, generale d'acciaio (Patton)
- 1972 - William Friedkin, Il braccio violento della legge (The French Connection)
- 1973 - Francis Ford Coppola, Il padrino (The Godfather)
- 1974 - George Roy Hill, La stangata (The Sting)
- 1975 - Francis Ford Coppola, Il padrino - Parte II (The Godfather Part II)
- 1976 - Miloš Forman, Qualcuno volò sul nido del cuculo (One Flew Over the Cuckoo's Nest)
- 1977 - John G. Avildsen, Rocky
- 1978 - Woody Allen, Io e Annie (Annie Hall)
- 1979 - Michael Cimino, Il cacciatore (The Deer Hunter)
- 1980 - Robert Benton, Kramer contro Kramer (Kramer vs. Kramer)
- 1981 - Robert Redford, Gente comune (Ordinary People)
- 1982 - Warren Beatty, Reds
- 1983 - Richard Attenborough, Gandhi
- 1984 - James L. Brooks, Voglia di tenerezza (Terms of Endearment)
- 1985 - Miloš Forman, Amadeus
- 1986 - Steven Spielberg, Il colore viola (The Color Purple)
- 1987 - Oliver Stone, Platoon
- 1988 - Bernardo Bertolucci, L'ultimo imperatore (The Last Emperor)
- 1989 - Barry Levinson, Rain Man - L'uomo della pioggia (Rain Man)
- 1990 - Oliver Stone, Nato il quattro luglio (Born on the Fourth of July)
- 1991 - Kevin Costner, Balla coi lupi (Dances with Wolves)
- 1992 - Jonathan Demme, Il silenzio degli innocenti (The Silence of the Lambs)
- 1993 - Clint Eastwood, Gli spietati (Unforgiven)
- 1994 - Steven Spielberg, Schindler's List
- 1995 - Robert Zemeckis, Forrest Gump
- 1996 - Ron Howard, Apollo 13
- 1997 - Anthony Minghella, Il paziente inglese (The English Patient)
- 1998 - James Cameron, Titanic
- 1999 - Steven Spielberg, Salvate il soldato Ryan (Saving Private Ryan)
- 2000 - Sam Mendes, American Beauty
- 2001 - Ang Lee, La tigre e il dragone (Crouching Tiger, Hidden Dragon)
- 2002 - Ron Howard, A Beautiful Mind
- 2003 - Rob Marshall, Chicago
- 2004 - Peter Jackson, Il Signore degli Anelli - Il ritorno del re (The Lord of the Rings: The Return of the King)
- 2005 - Clint Eastwood, Million Dollar Baby
- 2006 - Ang Lee, I segreti di Brokeback Mountain (Brokeback Mountain)
- 2007 - Martin Scorsese, The Departed - Il bene e il male (The Departed)
- 2008 - Ethan e Joel Coen, Non è un paese per vecchi (No Country For Old Men)
- 2009 - Danny Boyle, The Millionaire (Slumdog Millionaire)
- 2010 - Kathryn Bigelow, The Hurt Locker
- 2011 - Tom Hooper, Il discorso del re (The King's Speech)
- 2012 - Michel Hazanavicius, The Artist
- 2013 - Ben Affleck, Argo
- 2014 - Alfonso Cuarón, Gravity
- 2015 - Alejandro González Iñárritu, Birdman
- 2016 - Alejandro González Iñárritu, Revenant - Redivivo (The Revenant)
- 2017 - Damien Chazelle, La La Land
- 2018 - Guillermo del Toro, La forma dell'acqua - The Shape of Water (The Shape of Water)
- 2019 - Alfonso Cuarón, Roma
- 2020 - Sam Mendes, 1917
- 2021 - Chloé Zhao, Nomadland
- 2022 - Jane Campion, Il potere del cane (The Power of the Dog)
- 2023 - Daniel Kwan e Daniel Scheinert, Everything Everywhere All at Once
- 2024 - Christopher Nolan, Oppenheimer
- 2025 - Sean Baker, Anora